# BioNTech
BioNTech SE ili BioNTech je njemačka tvrtka za biotehnologiju sa sjedištem u Mainzu koja razvija i proizvodi aktivne imunoterapije za pristupe liječenju bolesti specifične za pacijenta. Razvija farmaceutske kandidate na bazi ribonukleinske kiseline (mRNA) za uporabu kao individualizirane imunoterapije raka, kao cjepiva protiv zaraznih bolesti i kao nadomjesne terapije proteina za rijetke bolesti, a također je osmislio i staničnu terapiju, nova antitijela i imunomodulatore malih molekula kao mogućnosti liječenja raka.
Tvrtka je razvila humanu terapiju na osnovi mRNA za intravensku primjenu kako bi u klinička ispitivanja dovela individualiziranu imunoterapiju raka na osnovi mRNA i uspostavila vlastiti proizvodni postupak.
Godine 2020. BioNTech je zajedno s Pfizerom razvio RNK cjepivo BNT162b2 za sprečavanje infekcija COVID-19, koje nudi 95% učinkovitost. Vlada Ujedinjenog Kraljevstva odobrila je 2. prosinca 2020. privremeno odobrenje za HMR za cijepljenje BNT162b2 u Velikoj Britaniji. Bilo je to prvo mRNA cjepivo ikad odobreno. Nekoliko dana kasnije, cjepivo je također hitno odobreno u Sjedinjenim Državama, Kanadi, i Švicarskoj. Europska komisija je 21. prosinca 2020. odobrila BioNTech / Pfizerovo cjepivo protiv koronavirusa u skladu s pozitivnom preporukom Europske agencije za lijekove (EMA).

## Povijest

### Temelj i razvoj (2008. – 2013.)
BioNTech je osnovan 2008. godine na temelju istraživanja Uğura Şahina, Özlema Türecija, i Christoph Hubera, s početnim ulaganjem od 150 milijuna eura. Djelatnosti tvrtke usmjerene su na razvoj i proizvodnju tehnologija i lijekova za individualiziranu imunoterapiju raka. Andreas i Thomas Strüngmann, Michael Motschmann i Helmut Jeggle bili su suosnivači. 2009. godine dogodila se akvizicija EUFETS i JPT Peptide Technologies. 2013. godine Katalin Karikó pridružila se tvrtki BioNTech kao viša potpredsjednica.

### Proširenje (2014. – 2019.)
Između 2014. i 2018. godine, BioNTech je objavio mnoge rezultate istraživanja mehanizama mRNA. Programi suradnje i komercijalizacije zaključeni su s raznim tvrtkama i znanstvenim institucijama počevši od 2015. Tijekom tog razdoblja, BioNTech je podnio nekoliko patentnih prijava i razvio višeslojnu strategiju zaštite svog intelektualnog vlasništva na različitim tehnološkim platformama i njihovu primjenu u liječenju raka i drugih ozbiljnih bolesti.
U rujnu 2019. BioNTech je primio kapitalno ulaganje od 55 milijuna američkih dolara od Zaklade Bill & Melinda Gates, s mogućnošću da taj iznos ulaganja naknadno udvostruči.
Od 10. listopada 2019. godine, BioNTech, sa svojim novoosnovanim sjedištem u Sjevernoj Americi u Cambridgeu, Massachusetts, javno se trguje kao američka depozitarna dionica (ADS) na Nasdaq Global Select Marketu pod oznakom BNTX. BioNTech je uspio ostvariti ukupan bruto prihod od 150 milijuna dolara od IPO-a.

## Ulaganja
U prosincu 2019. BioNTech je dobio 50 milijuna eura financiranja od Europske investicijske banke u sklopu Plana ulaganja Europske komisije za Europu.
U lipnju 2020. godine BioNTech je dobio 250 milijuna eura od Temasek Holdings (Singapur) kupnjom običnih dionica i četverogodišnjih konvertibilnih novčanica, ali i od drugih investitora privatnim plasiranjem obveznih konvertibilnih obveznica. Također je od Europske investicijske banke primila 100 milijuna eura za financiranje duga.

## Lokacije
Mjesto osnivanja i globalnog sjedišta BioNTecha je Mainz, Njemačka. Tvrtka vodi više lokacija u gradu. Daljnja istraživačka mjesta nalaze se u San Diegu i Cambridgeu (Massachusetts) sa sjedištem u Sjevernoj Americi.
Uz to, tvrtka posjeduje GMP certificirane proizvodne pogone u Idar-Obersteinu, Martinsriedu, Neuriedu i Berlinu. U studenom 2020. tvrtka je od Novartisa u Marburgu nabavila pogone za povećanje proizvodnje cjepiva.

## Razvoj cjepiva
Projekt razvoja nove mRNA tehnologije za cjepivo COVID-19 nazvan je "Projekt Lightspeed", koji je započeo sredinom siječnja 2020. godine, samo nekoliko dana nakon što je genetska sekvenca SARS-CoV-2 prvi put objavljena u javnosti. Tvrtka radi na razvoju tozinameran RNA cjepiva s Pfizerom i Fosunom.
Proizvodnju cjepiva slijedila su klinička ispitivanja čiji je uspjeh bio preduvjet za početak stavljanja na tržište. 9. studenog 2020. BioNTech i Pfizer objavili su da je 43.500 ljudi u 6 zemalja dobilo testno cjepivo protiv COVID-19, a klinička ispitivanja imala su više od 90 posto učinkovitosti. Na temelju uspješnog testiranja zatražili su pravo distribucije cjepiva u Sjedinjenim Državama, kao i u Europskoj uniji, Ujedinjenom Kraljevstvu i Japanu.

### Distribucija
BioNTech i Pfizer potpisali su ugovore o isporuci 300 milijuna doza cjepiva protiv SARS-CoV-2 za Europsku uniju, 120 milijuna doza za Japan, 100 milijuna doza za Sjedinjene Države i 40 milijuna doza za Ujedinjeno Kraljevstvo, ako se pokaže učinkovitim, sigurnim i licenciranim.
Dana 10. studenoga 2020. nakon pozitivne privremene analize faze III kliničkog ispitivanja u Sjedinjenim Državama, partneri BioNTech-Pfizer podnijeli su zahtjev za hitnua uporabu s FDA-om, koji bi trebao pregledati prijavu do sredine prosinca. FDA je objavila dokument u kojem se objašnjava da je EUA "mehanizam koji olakšava dostupnost i upotrebu medicinskih protumjera, uključujući cjepiva, tijekom hitnih slučajeva u javnom zdravstvu, poput trenutne pandemije COVID-19". U studenom je Pfizer predao EUA prijavu u Kanadi.
Ujedinjeno Kraljevstvo je 2. prosinca 2020. odobrilo uvjetnu privremenu dozvolu (prema Uredbi 174 Propisa o humanim lijekovima iz 2012.) za BNT162b2, postavši prva država koja je odobrila mRNA cjepivo i prva zapadna država koja je odobrila cjepivo protiv COVID-19 za nacionalnu upotrebu. BNT162b2 bio je na procjeni tijekom prosinca za status odobrenja za hitnu uporabu (EUA) u nekoliko drugih zemalja.
Europska agencija za lijekove (EMA) odobrila je jednogodišnju uvjetnu uporabu cjepiva BioNTech / Pfizer u Europskoj uniji 21. prosinca 2020. Emer Cooke, direktor EMA-e, izjavio je da blagodati cjepiva daleko premašuju potencijalne rizike. Cijena doze cjepiva BioNTech / Pfizer iznosi 12 EUR (za usporedbu ovo košta više od četiri od njegovih budućih pet konkurenata: Oxford / AstraZeneca: 1,78 EUR; Johnson & Johnson: 8,50 EUR; Sanofi / GSK: 7,56 EUR; CureVac : 10 eura, ali Modernina cjepiva su skuplja i koštaju 18 eura.) Prema sporazumu, par koji proizvodi cjepivo, BioNTech i Pfizer, podliježe strožoj zakonskoj obvezi da sve stečeno iskustvo EMA-i donesu za pregled.
Nakon odobrenja, masovno cijepljenje protiv koronavirusa započelo je prvi put u Mađarskoj i Slovačkoj u Europskoj uniji 26. prosinca 2020.